# Miloš Mitrovski
Miloš Mitrovski (Bor, SFRJ, 1. jul 1990) srpski je pop pevač, kantautor i producent.

## Biografija
Rođen je u Boru 1. jula 1990. Talenat i interesovanje za muzikom pokazuje još u ranom detinjstvu a prvi kontakt sa instrumentom je imao sa samo 2 godine kada su mu roditelji kupili dečiju klavijaturu bez namere da mu nametnu muziku ili ga usmere ka njoj. Po rečima roditelja, provodio je dane nasumično pritiskajući dirke. Kasnije je provodio vreme svirajući malu dečiju harmoniku a ubrzo je počeo i da uči pesme oslanjajući se samo na sluh. Prva pesma koju je naučio po sluhu bila je tadašnja himna Jugoslavije "Hej sloveni".  Iako u početku nije mislio da će se baviti pevanjem već da će biti instrumentalista, pevanje je došlo vremenom kao i prve kompozicije. Zbog siromaštva nije bio u mogućnosti da pesme snimi u nekom studiju te je pomoć potražio od lokalnog producenta čijim radom i saradnjom nije bio zadovoljan pa je snimanje prekinuto a kompozicije je snimio sam kasnije na skromnoj opremi.
2012. godine je objavio album sa 8 kompozicija. Iako skromne produkcije i zvuka naišao je na interesovanje radio i televizijskih stanica te je u jednom gostovanju okarakterisan kao srpski Oliver Dragojević. Tokom 2013 godine objavljuje 2 singla dok sa trećim nastupa na festivalu "Stari grad" u Novom Pazaru a tokom leta, iste godine, nastupa na crnogorskom primorju u sklopu promocija pesama i dobio je poziv da bude gost predavač u jednoj letnjoj internacionalnoj muzičkoj školi. 2014, godine se takođe pojavljuje na festivalu "Stari grad" sa kompozicijom "Ne bih se kajao".
Biva zapažen kao producent od strane stranih izvođača te poslednjih par godina radi u studiju za autore iz Amerike, Australije, Engleske i zapadnog dela evrope
Album "Biću tu" sa 8 kompozicija objavljuje u julu 2018. godine a na pesama je radio skoro 3 godine. Sve pesme na ovom, kao i prethodnom albumu, su autobiografske i govore o njegovim ličnim ljubavnim svedočanstvima. 

## Albumi
- Budi moja sva - 2012
- Biću tu - 2018

## Singlovi
- Ti si ona - 2013
- Plava devojko - 2013
- Zavisan - 2021
- Nije zbogom laka rec - 2022

## Festivali
- 2013,. Stari Grad (Novi Pazar) - Bar jedan poljubac mi daj
- 2014. Stari Grad (Novi Pazar)  - Ne bih se kajao

## Spoljašnje veze
- Intervju: Muzika je došla sama od sebe, a tekst se rađao iz ljubavi i tako... nastane pesma Архивирано на веб-сајту  (28. јул 2018)
- MUZIKA KOJE ĆE OBELEŽITI OVO LETO! Novi CD Miloša Mitrovskog “Biću tu”
- Kantautor Miloš Mitrovski u četvrtak je promovisao svoj cd pod nazivom “Biću tu”
- Milos Mitrovski - karijera se ne gradi skandalima
- Milos Mitrovski u cetvrtak promovisao cd
- Milos Mitrovski izdao prelep album, opustajuci ritam za dusu i telo
- Milos Mitrovski intervju mreza mira
- Milos Mitrovski intervju mjuznews
- Boranin novim alubom doneo duh mediterana u grad bakra